# 단순함
단순함(simplicity) 또는 단순성은 단순한 상태 또는 특성이다. 이해하거나 설명하기 쉬운 것은 복잡한 것과는 대조적으로 단순해 보인다. 허버트 A. 사이먼이 말했듯이, 어떤 것은 우리가 그것을 묘사하는 방식에 따라 단순하거나 복잡하다. 어떤 경우에는 "단순함"이라는 용어가 미, 순수함, 또는 명확함을 의미할 수 있다. 다른 경우에는 이 용어가 요구되는 것에 비해 미묘함이나 복잡성이 부족함을 암시할 수도 있다.
단순함이라는 개념은 인식론 및 과학철학 분야(예: 오컴의 면도날)와 관련이 있다. 종교 또한 신의 단순성과 같은 개념을 통해 단순함을 반영한다. 인간의 생활 양식에서 단순함은 과도한 소유나 산만함으로부터의 자유, 예를 들어 단순한 삶의 방식을 의미할 수 있다. 어떤 경우에는 이 용어가 누군가를 얼간이라고 부를 때처럼 부정적인 의미를 내포할 수도 있다.

## 같이 보기
- 난이도
- 우아
- KISS 원칙
- 미니멀리즘
- 오컴의 면도날
- 단순한 삶